# مكتبة محمد أركون
مكتبة محمد أركون ((بخط التيفيناغ: ⵜⵀⴰⵎⴰⴰⵎⴰⵔⵜⵀ ⵎoⵀⴰⵎⴻⴷ ⴰⵔⴽoⵓⵏ)، (بالفرنسية: Bibliothèque Mohammed Arkoun)‏) هي إحدى مكتبات مدينة باريس [الفرنسية] في فرنسا، وتقع ضمن الدائرة الخامسة في باريس.

## التسمية
تمت تسمية هذه المكتبة أو الفضاء العمومي نسبة إلى المفكر والباحث والأكاديمي والمؤرخ الزواوي الجزائري محمد أركون (1 فيفري 1928م - 14 سبتمبر 2010م).

## التاريخ

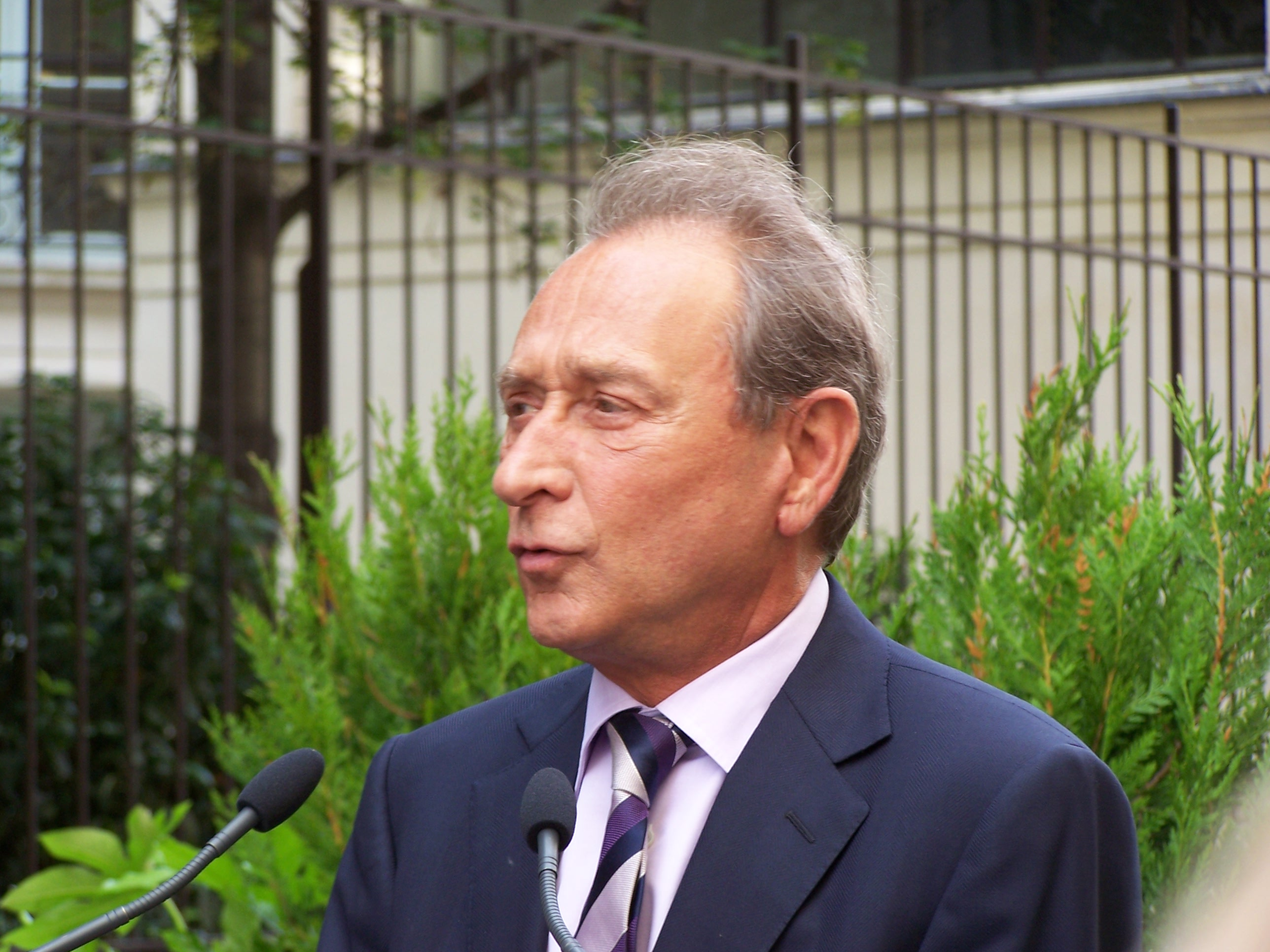
برترون ديلانوي

### التأسيس
تم تأسيس مكتبة محمد أركون خلال عام 1984م.
وكانت تحمل اسم «مكتبة موفتارد-كونترسكارب» (بالفرنسية: Bibliothèque Mouffetard-Contrescarpe)‏.

### المعلوماتية
تم تزويد مكتبة محمد أركون بأجهزة وأنظمة علم الحاسوب خلال عام 1994م.

### إعادة التسمية
تمت إعادة تسمية مكتبة محمد أركون في يوم الأربعاء 23 أكتوبر 2013م من طرف رئيس بلدية باريس برترون ديلانوي بعد موافقة مجلس باريس [الفرنسية].
وكان مرفوقا بكل من غالب بن الشيخ وبرونو جوليارد [الفرنسية] وجيل كيبل [الفرنسية].

## الوصف

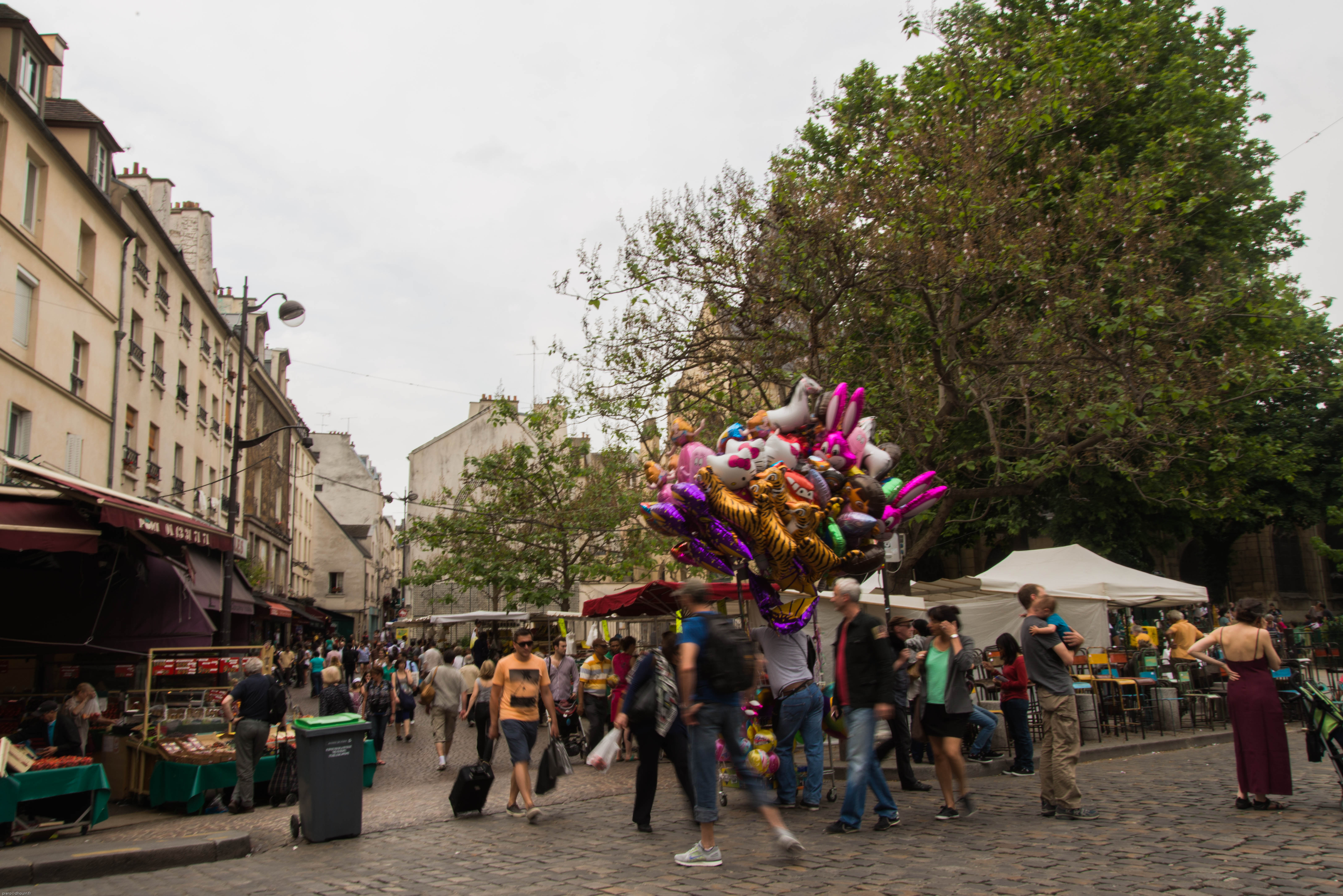
شارع موفتارد

تقع مكتبة محمد أركون على مستوى عنوان "74 إلى 76، شارع موفتارد [الفرنسية]" ضمن الدائرة الخامسة في باريس.
ويبلغ طولها 15 م (49 قدم) وعرضها 15 م (49 قدم)، وتتجه وفق خط مستقيم من الشمال إلى الجنوب.
كما تبلغ مساحتها 1,325 م2 (14,262 قدم2) موزعة على خمسة طوابق.
وتتوفر على 138 مقعدا للمشتركين في قاعات المكتبة وطوابقها.

## وقت العمل
تفتح مكتبة محمد أركون أبوابها كل أيام الأسبوع ما عدا يومي الأحد والاثنين.
وفي يومي الثلاثاء والأربعاء يكون وقت العمل عند الافتتاح للجمهور من العاشرة صباحا إلى السابعة مساء.
وفي يومي الخميس والجمعة يكون الافتتاح للجمهور من الثانية زوالا إلى السابعة مساء.
وخلال يوم السبت يكون الافتتاح للجمهور من العاشرة صباحا إلى السادسة مساء.

## الأنظمة المعلوماتية

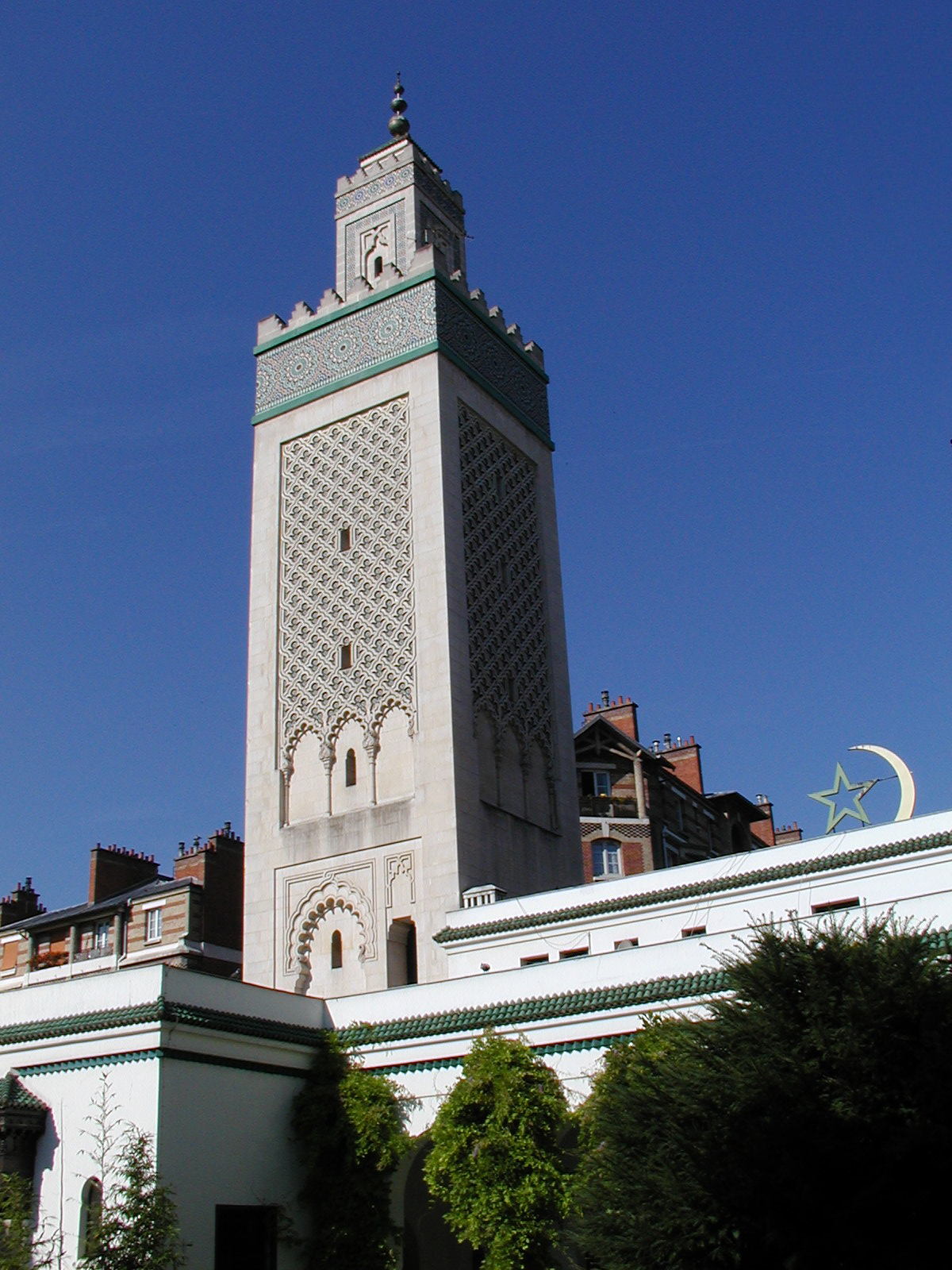
مسجد باريس الكبير

تتوفر مكتبة محمد أركون حاليا على خدمات علم الحاسوب منذ عام 1994م.
فهي تخصص اثنا عشر حاسوبا تسمح بالاطلاع على وثائق الوسائط المتعددة، استعمال البرامج المكتبية، وتصفح الإنترنت.
كما تخصص ستة حواسيب للاطلاع على فهرس المكتبة، بالإضافة إلى اثني عشر منفذا كهربائيا [الفرنسية] لاستعمالها في الاتصال بالإنترنت أو العمل داخل المكتبة.

## الوثائق المكتبية
مكتبة محمد أركون مشتركة [الفرنسية] حاليا في 144 جريدة ومجلة، من بينها عشر صحف يومية.
كما توفر للقراء 25 قارئا للكتاب الإلكتروني قصد الاطلاع على خزان الوثائق [الفرنسية].
وتوفر كذلك مجموعة من الحواسيب اللوحية للاطلاع على البرمجيات التطبيقية المختلفة التي توفرها المكتبة.
وتضم المكتبة 5 000 رواية و5 500 قصة مصورة و1 500 كتاب بلغة غير فرنسية و600 كتاب بالحرف الكبير و1 150 كتابا مقروء.

## النقل
يمكن الوصول إلى مكتبة محمد أركون عبر الخط 7 لمترو باريس في محطة مترو ساحة مونج التي لا تبعد عنها إلا نحو 200 م (656 قدم).
كما يمكن الوصول إلى هذه المكتبة عبر الخط ب في الشبكة الجهوية السريعة في إيل دو فرانس [الفرنسية] ضمن الشبكة الجهوية السريعة في إيل دو فرانس بواسطة محطة قطار لوكسمبورغ [الفرنسية] التي لا تبعد عنها إلا نحو 200 م (656 قدم).
ويتم استعمال الحافلات المملوكة من طرف الهيئة المستقلة للنقل في باريس للوصول إلى هذه المكتبة عبر شبكة حافلات باريس [الفرنسية] بواسطة خطوط حافلات باريس من 20 إلى 99 [الفرنسية].
ومحطتا الحافلات للوصول إلى المكتبة هما محطة الشمال ومحطة مونبارناس [الفرنسية].
ويمكن استعمال شبكة الدراجات الحرة [الفرنسية] من المحطات رقم 5014 و5015 و5024 لبلوغ هذه المكتبة العامة.

## المعالم السياحية المجاورة

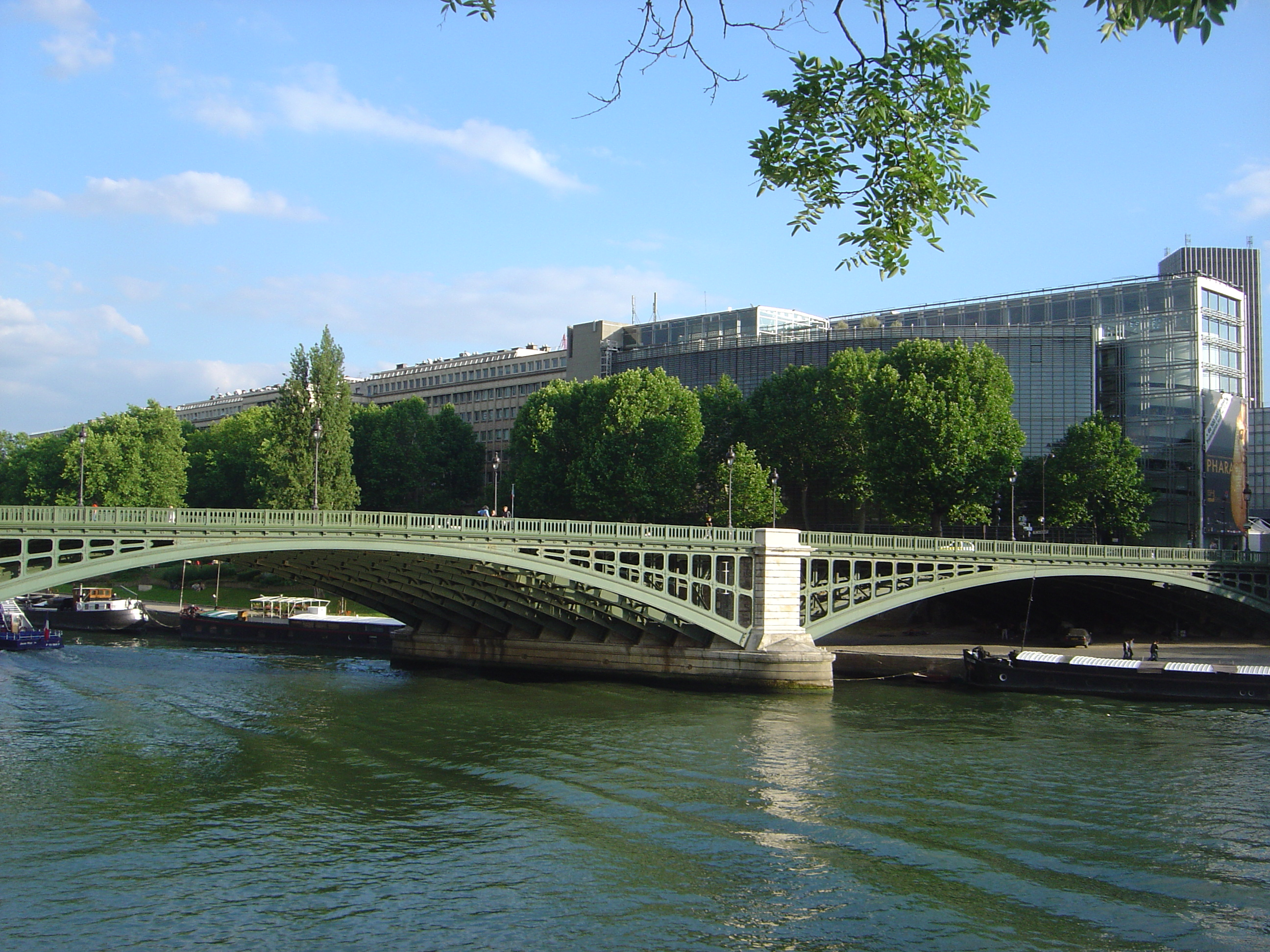
معهد العالم العربي

تقع بجوار مكتبة محمد أركون العديد من المعالم السياحية، وعلى رأسها مسجد باريس الكبير الذي لا يبعد عنها إلا نحو 400 م (1,312 قدم).
ولا يبعد معهد العالم العربي عن هذه المكتبة إلا بمسافة 1,200 م (3,937 قدم).

## مكتبات أخرى
تضم مدينة تيزي وزو في الجزائر مكتبة أخرى تحمل اسم مكتبة محمد أركون منذ عام 2014م.
وقد حملت مكتبة المطالعة العامة في ولاية تيزي وزو هذه التسمية.

## مكتبة الصور

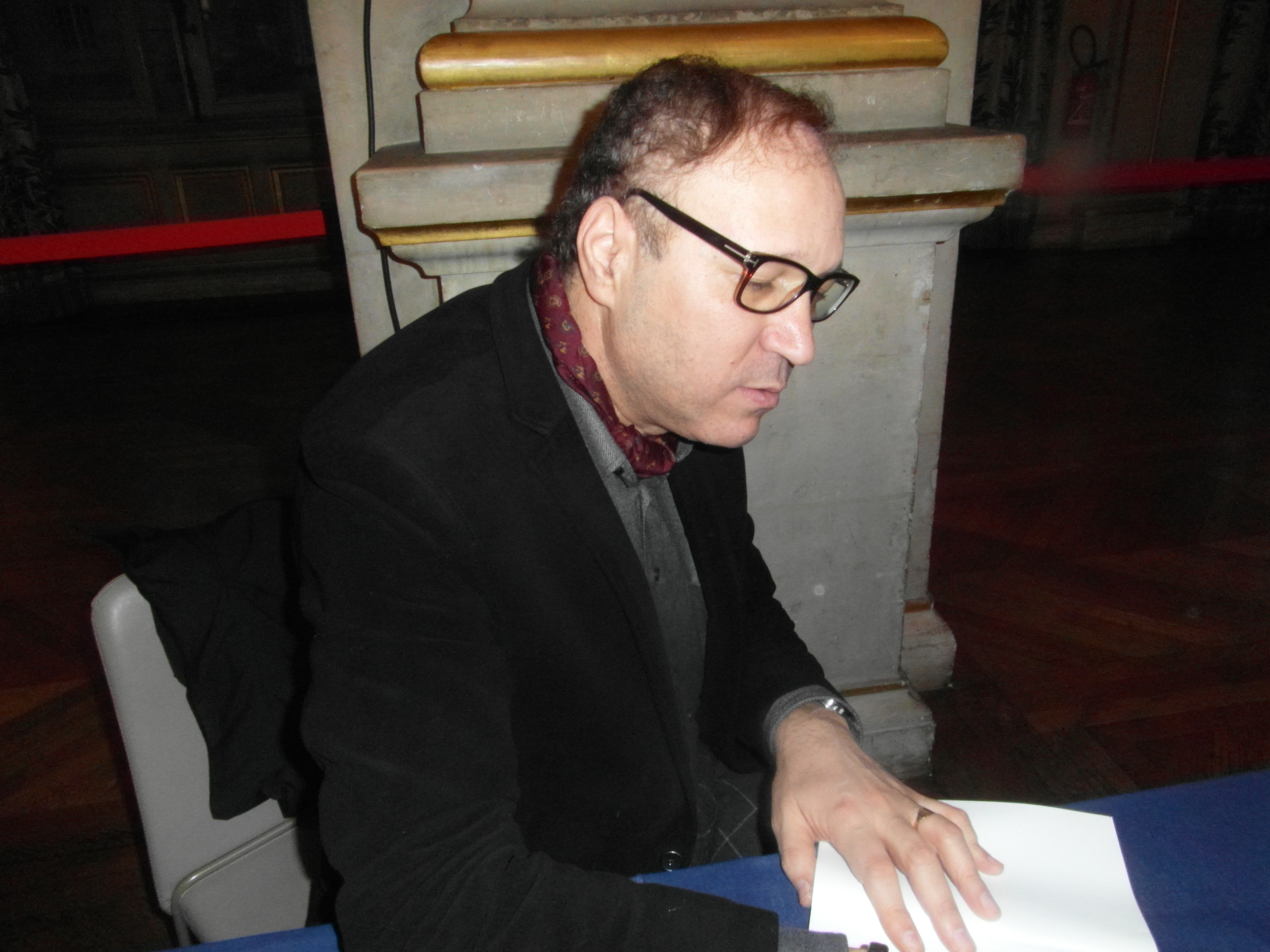
غالب بن الشيخ
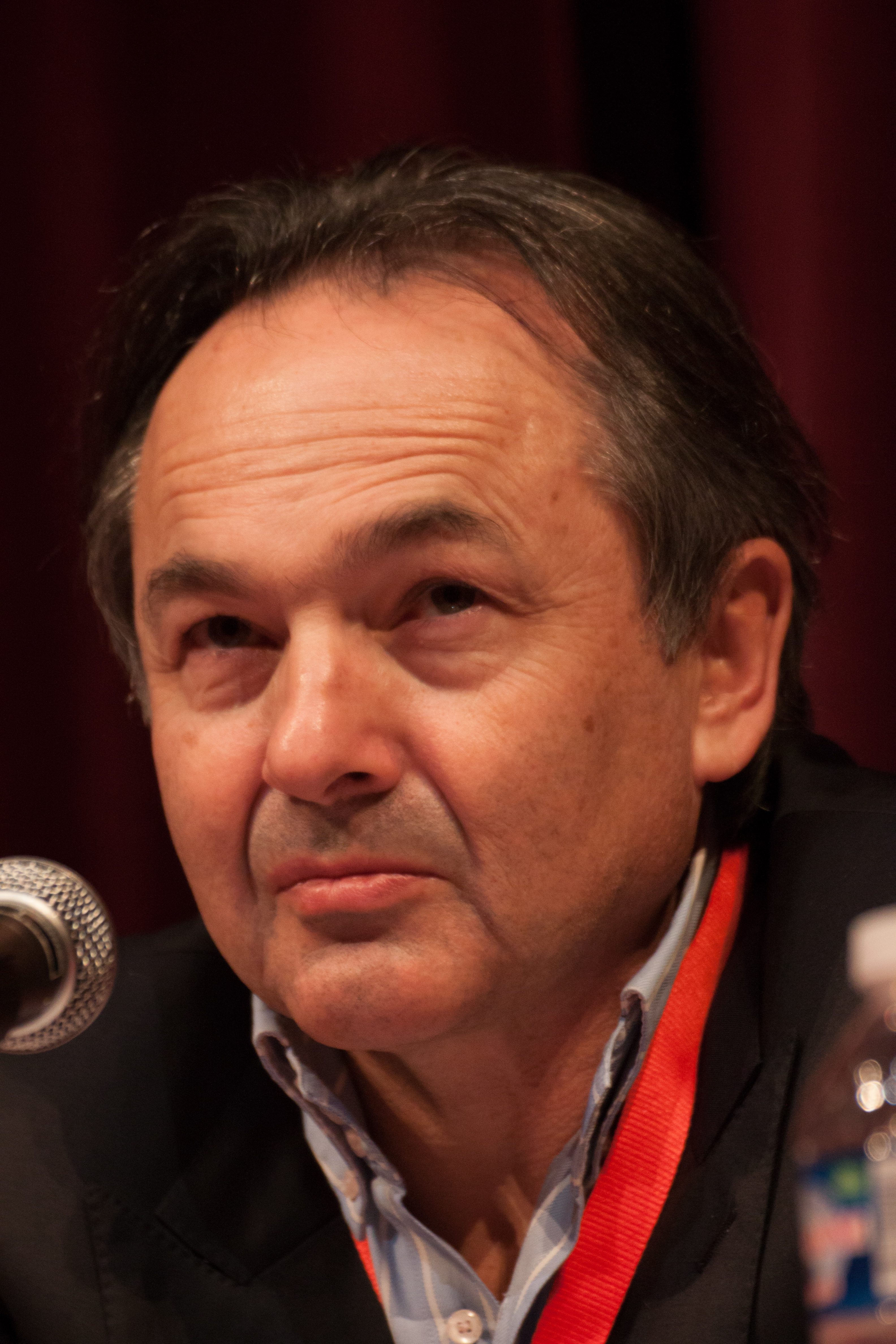
جيل كيبل [الفرنسية]
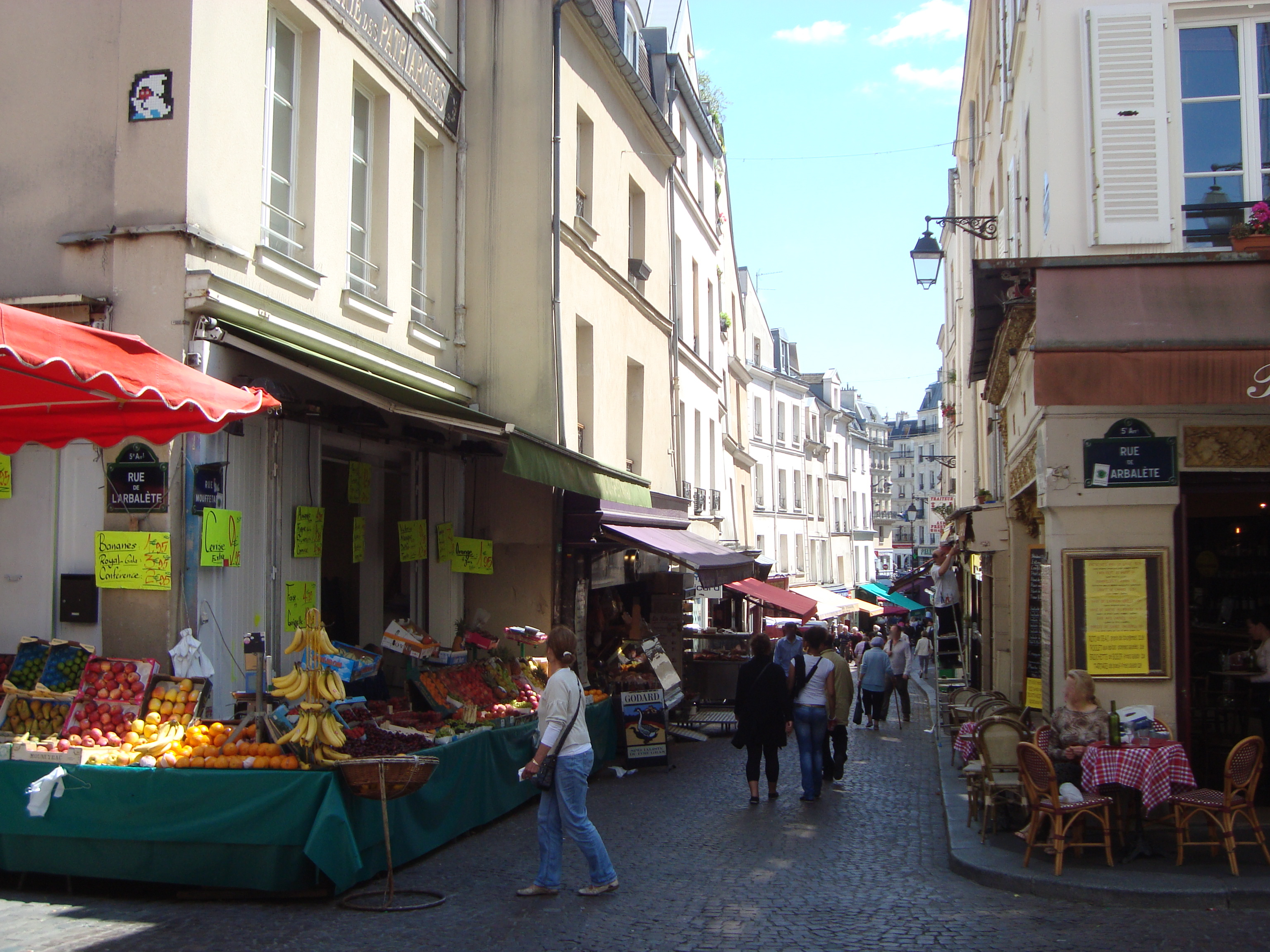
شارع موفتارد [الفرنسية]
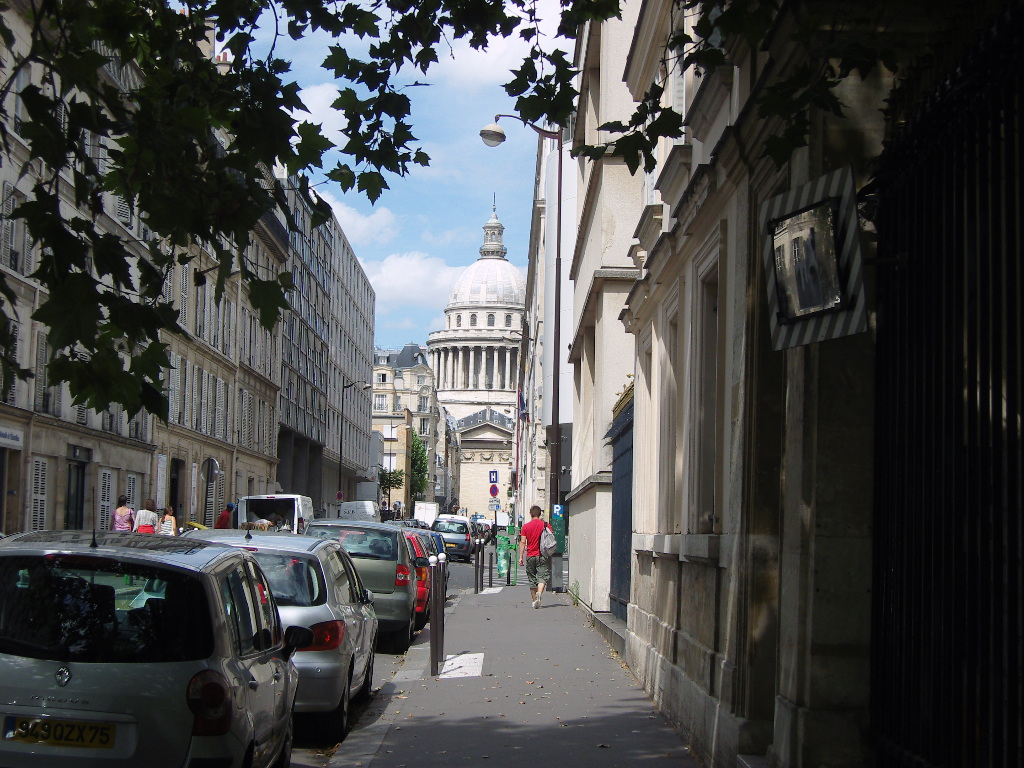
الدائرة الخامسة في باريس
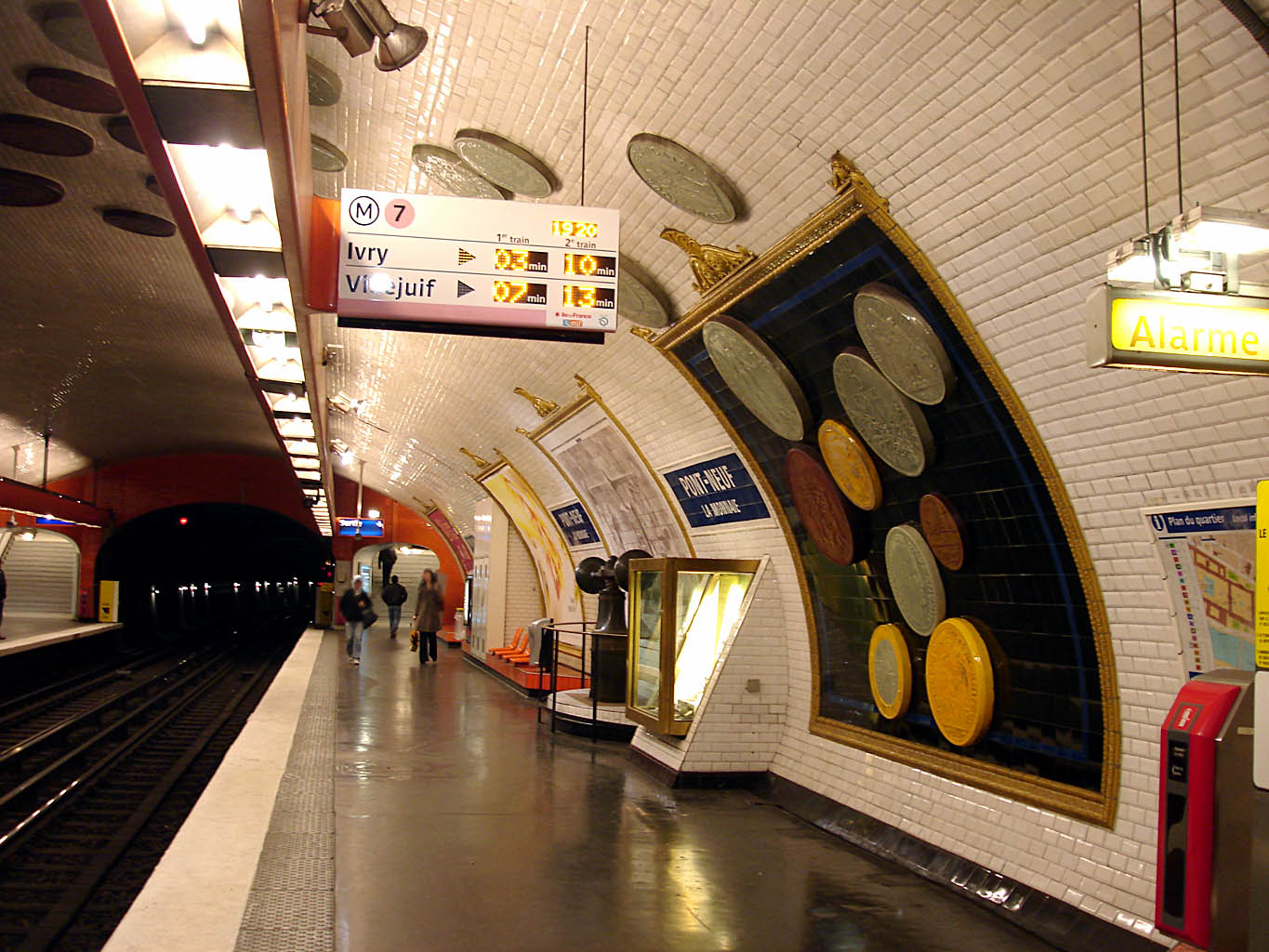
الخط 7 لمترو باريس
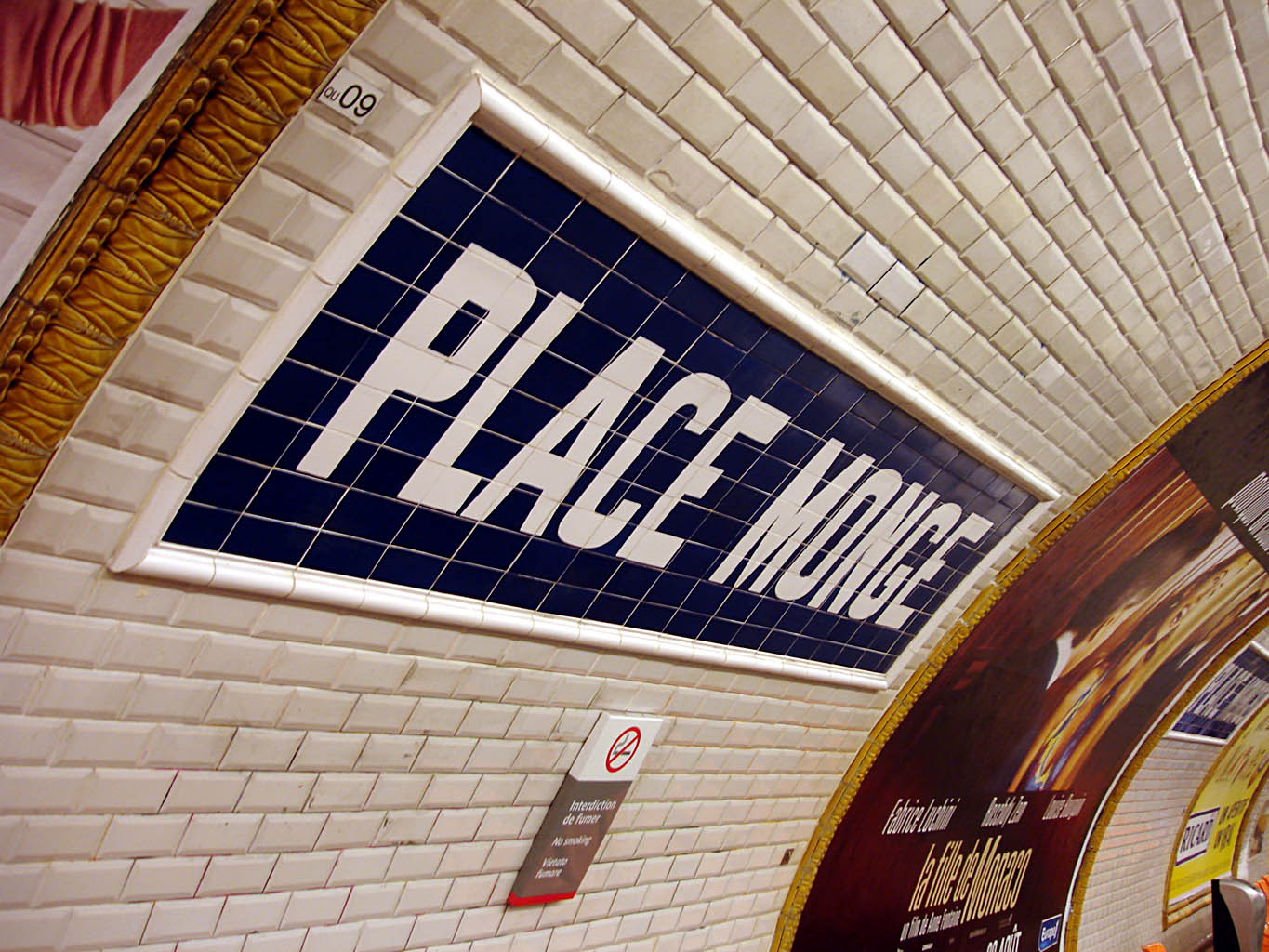
محطة مترو ساحة مونج
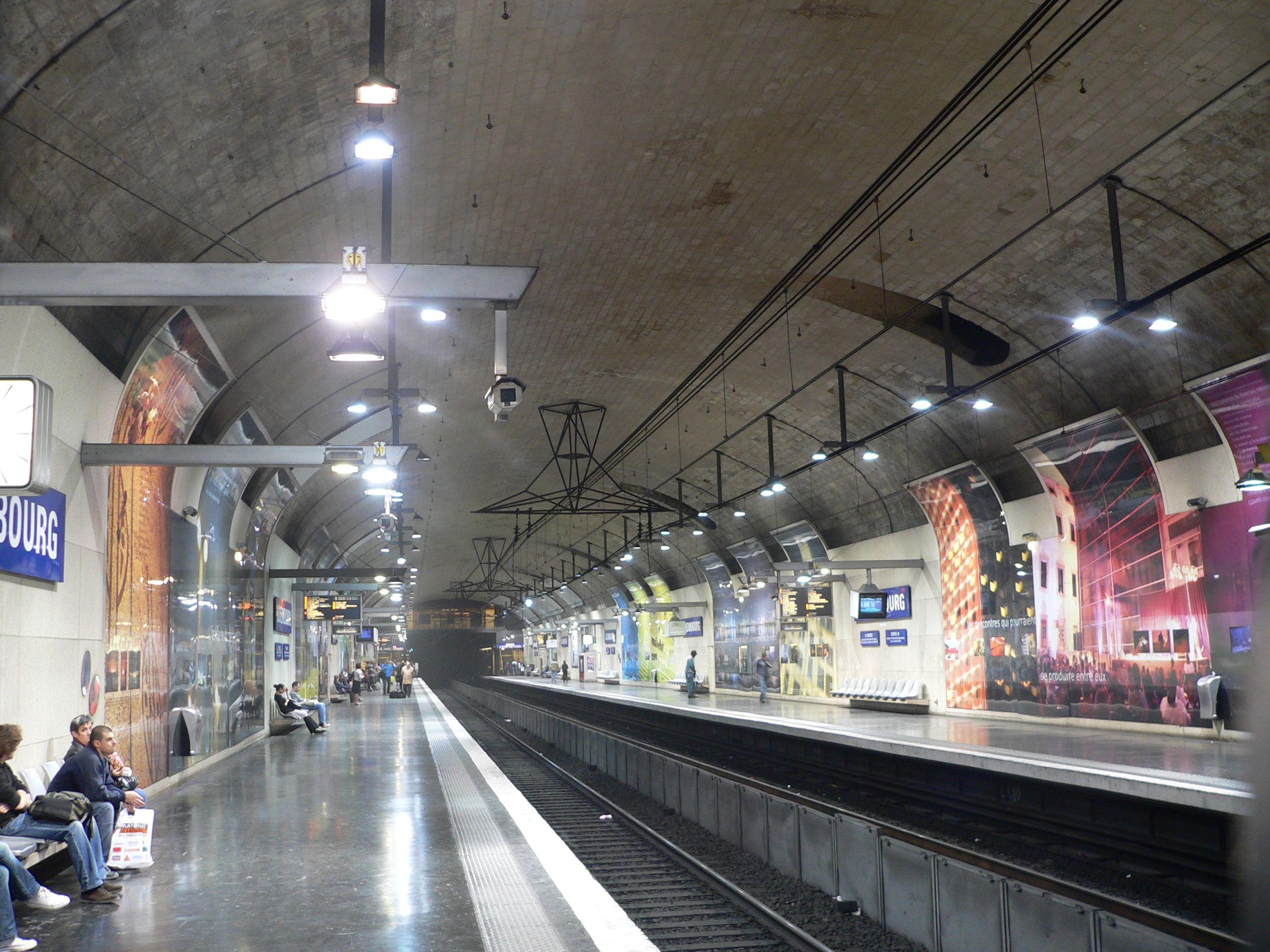
محطة قطار لوكسمبورغ [الفرنسية]
الهيئة المستقلة للنقل في باريس
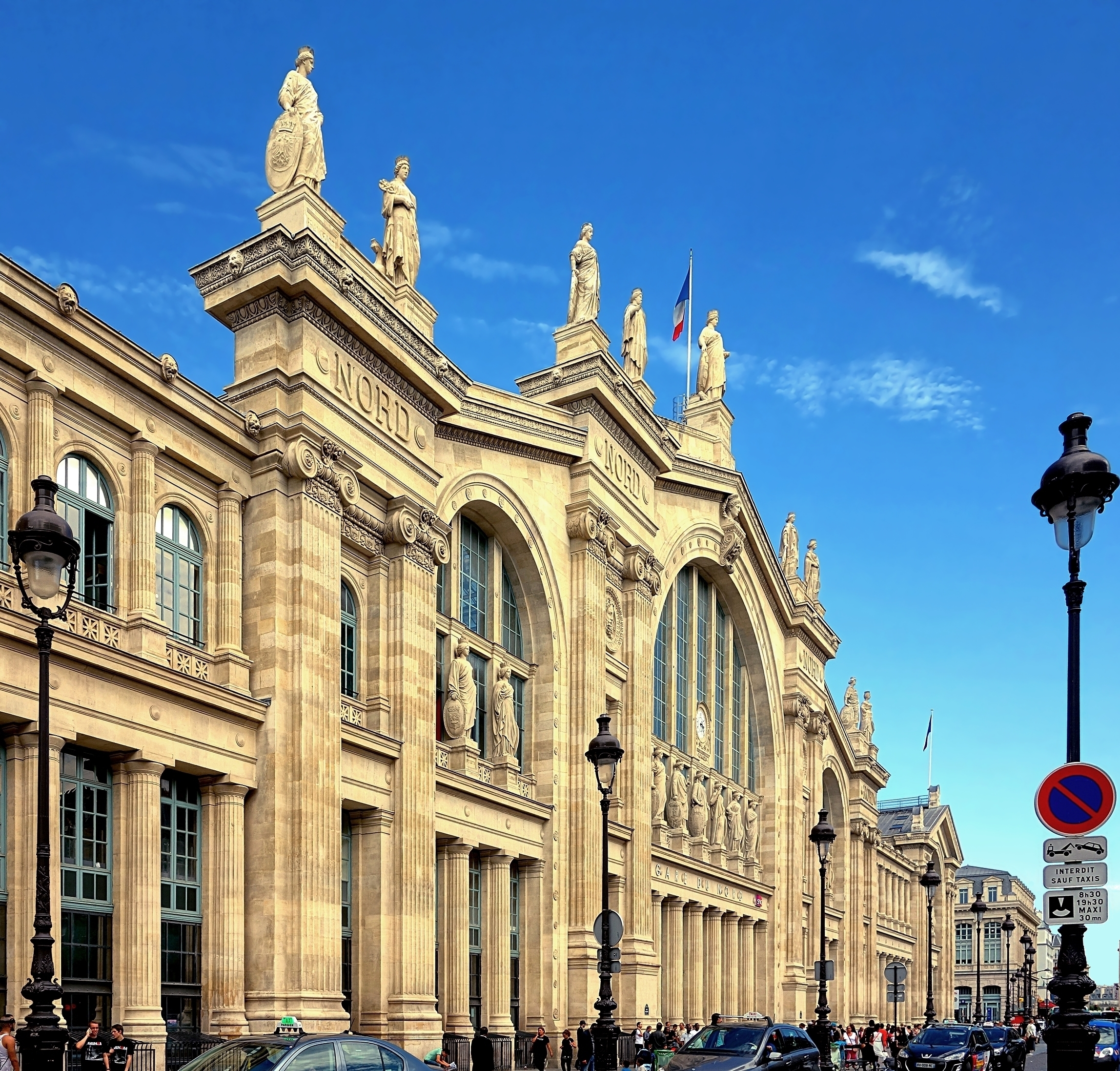
محطة الشمال
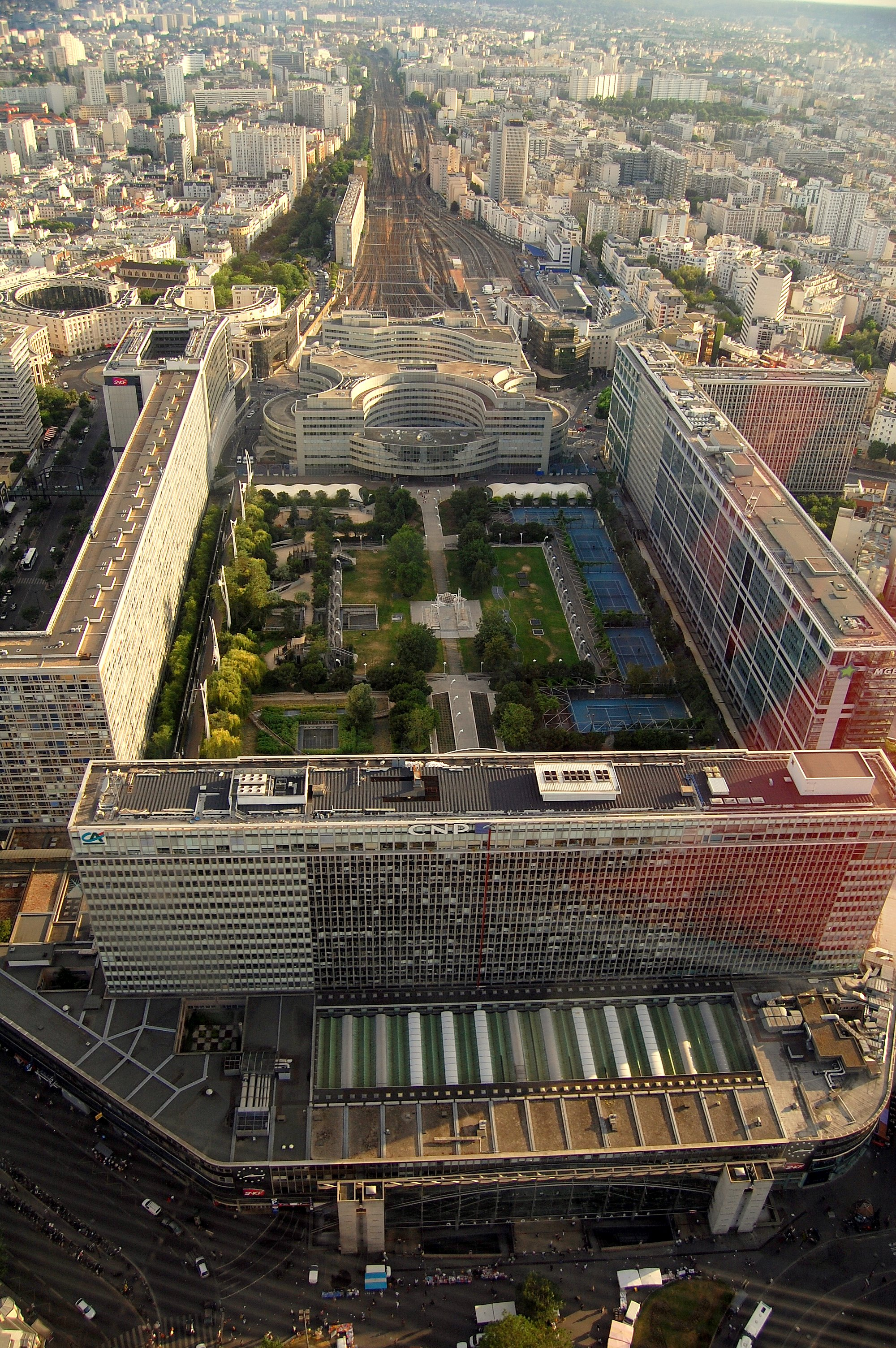
محطة مونبارناس [الفرنسية]
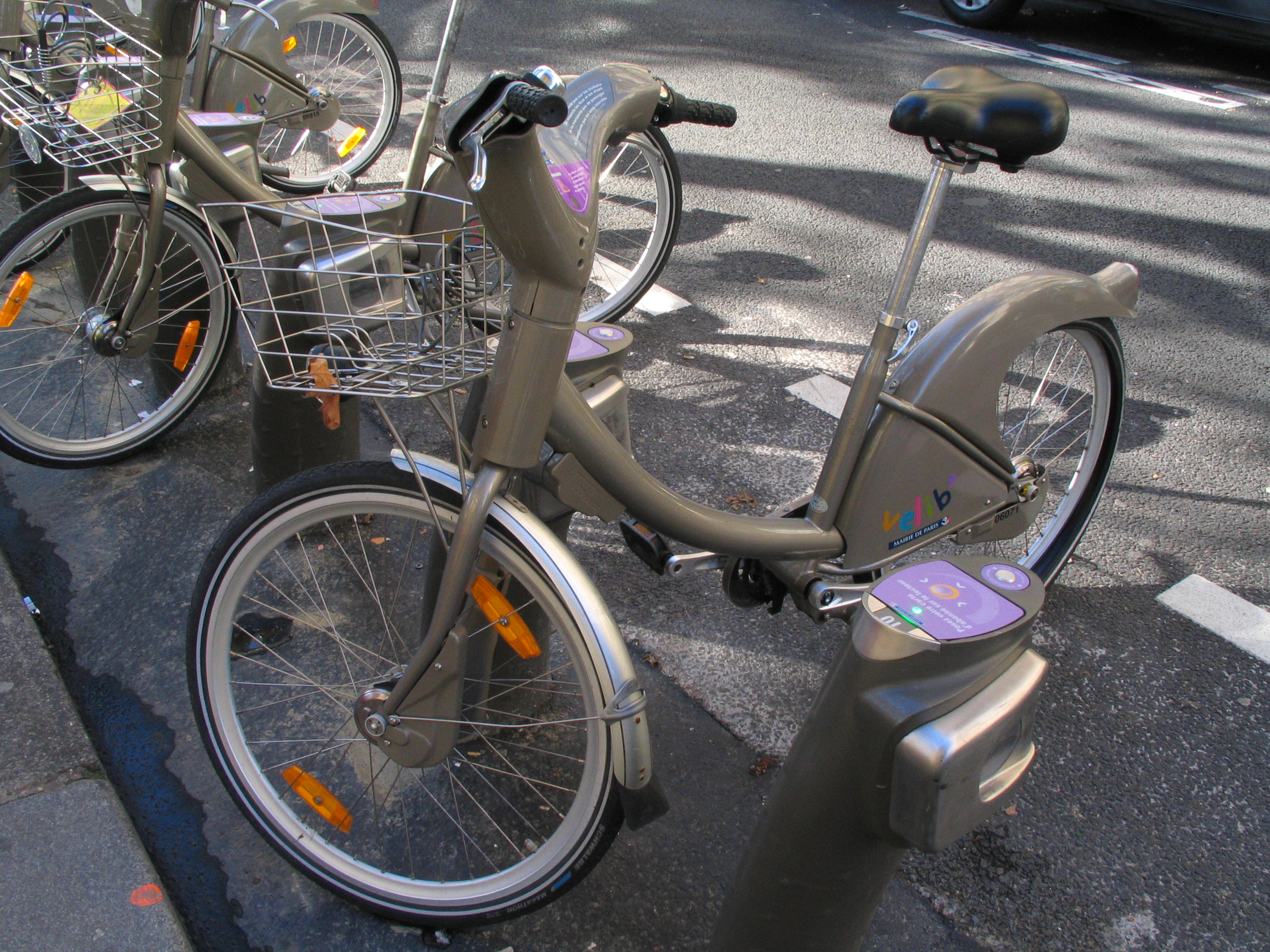
الدراجات الحرة [الفرنسية]

### مواضيع ذات صلة
- محمد أركون
- مكتبة محمد أركون (تيزي وزو)[31]
- مكتبات مدينة باريس [الفرنسية]
- مؤسسة محمد أركون للسلام بين الثقافات[32]
- الدائرة الخامسة في باريس
- شارع موفتارد [الفرنسية]
- قائمة ممرات الدائرة الخامسة في باريس [الفرنسية]
- الخط 7 لمترو باريس
- ساحة مونج
- الخط ب في الشبكة الجهوية السريعة في إيل دو فرانس [الفرنسية]
- الشبكة الجهوية السريعة في إيل دو فرانس
- محطة قطار لوكسمبورغ [الفرنسية]
- الهيئة المستقلة للنقل في باريس
- شبكة حافلات باريس [الفرنسية]
- خطوط حافلات باريس من 20 إلى 99 [الفرنسية]
- منطقة القبائل
- عروش زواوة
- زواوة

### فايسبوك
مكتبة محمد أركون  على فيسبوك.

### فيديوهات
- إعادة تسمية مكتبة محمد أركون في يوم 23 أكتوبر 2013م على يوتيوب

### وصلات خارجية
- صورة فضائية بواسطة خرائط جوجل